# Xu sung
Xu sung (danh pháp khoa học:Xylocarpus moluccensis) là một loài thực vật có hoa trong họ Meliaceae. Loài này được (Lam.) M. Roem. miêu tả khoa học đầu tiên năm 1846.